# GFM BDe 4/4 141–142
Die BDe 4/4 Nummer 141 und 142 sind elektrische Meterspur-Triebwagen. Sie wurden 1972 von der Chemins de fer fribourgeois Gruyère–Fribourg–Morat (GFM) beschafft. Hergestellt wurden sie von den Firmen Schindler Waggon und Société Anonyme des Ateliers de Sécheron.

## Geschichte

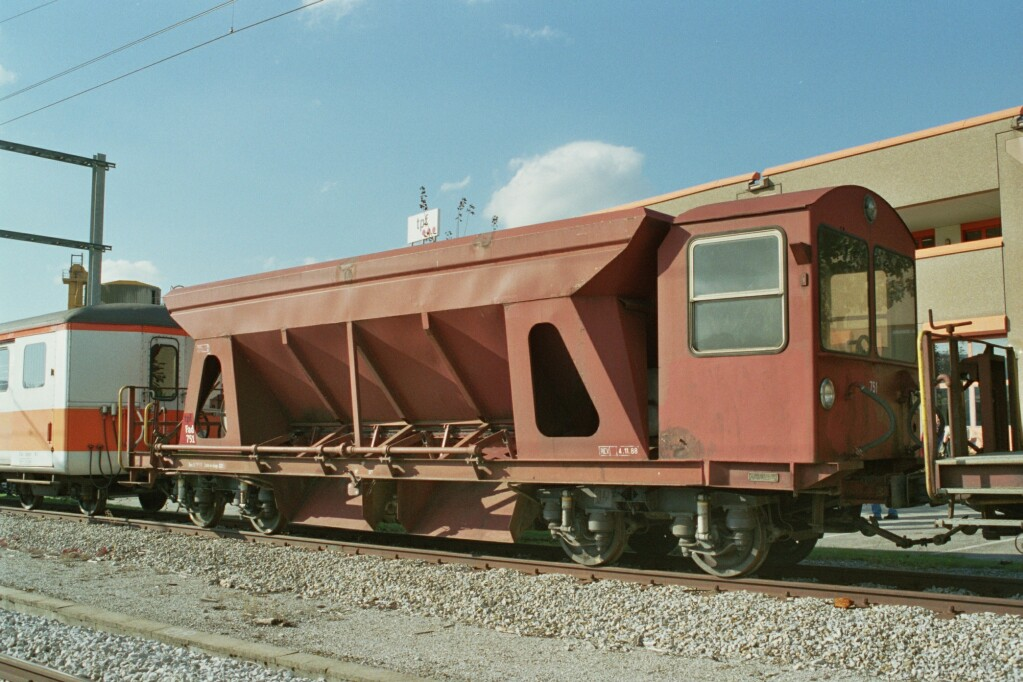
Selbstentladewagen, ausgerüstet als Steuerwagen

Für den Bau der Autobahn N 12 wurden von der GFM Kiestransporte durchgeführt. Dazu beschafft die GFM die beiden Triebwagen und zehn Selbstentladewagen. Diese wurden als Pendelzüge, bestehend aus je einem Triebwagen und vier Selbstentladewagen eingesetzt, wobei jeweils ein Wagen als Steuerwagen ausgerüstet war. So konnten zeitaufwendige Rangierfahrten gespart werden.
Für diese Transporte wurden die Triebwagen zuerst ohne Inneneinrichtung, ohne Abteilsenkfenster und mit grüner Lackierung geliefert. Stattdessen wurden 11 Tonnen Ballast in Form von Sandsäcken geladen, wodurch sich das Dienstgewicht auf 46 Tonnen erhöhte.
Mit dem Abschluss der Kiestransporte im Jahr 1980 wurden die Triebwagen in silber/orange neu lackiert und erhielten ihre Innenausstattung. Sie wurden daraufhin im normalen Personen- und Güterverkehrs eingesetzt. Als die GFM im Jahr 1985 vom Rollschemel- auf Rollbockverkehr umstellte, konnten die Güterwagen nur mit einem zusätzlichen Kompressorwagen für die Druckluftbremse befördert werden, da die Triebwagen nur über eine Vakuumbremse verfügen.
Durch die Fusion der GFM mit der Transport en commun de Fribourg (TF) im Jahr 2000 kamen die Triebwagen zu den Freiburgischen Verkehrsbetrieben (TPF).
Mit der Lieferung der neuen Triebwagen ABe 2/4 und Be 2/4 wurden die beiden Triebwagen im Jahr 2017 abgestellt. Der Triebwagen 141 gelangte daraufhin zur GFM Historique und der Triebwagen 142 wurde abgebrochen.

## Technik
Der Wagenkasten ist eine geschweißte, selbsttragende Leichtbau-Stahlkonstruktion. Der Innenraum ist durch Querwände geteilt, sodass ein Raucherabteil mit 24 Sitzen, ein Nichtraucherabteil mit 16 Sitzen und ein Gepäckabteil entsteht. Das Gepäckabteil ist mit Schiebetoren ausgestattet. Die Einstiegstüren sind als pneumatisch betätigte Falttüren mit Klapptritt ausgeführt.
Der Drehgestellrahmen besteht aus einem geschweißten Stahlhohlträger mit Längs-, Quer- und Kopfträgern. Die Fahrmotoren sind in Längsrichtung angeordnet und treiben über eine Kardanwelle und Hypoidegetriebe die Achsen an. Die Primär- und Sekundärfederung besteht aus Schraubenfedern, wobei die Sekundärfederung mit zusätzlichen Gummifedern ausgerüstet ist. Die Kraftübertragung zwischen Drehgestell und Kasten erfolgt mittels eines Lenkersystems.
Aufgrund der Größe der Vakuumbremsanlage ist diese nicht im Drehgestell angeordnet, sondern zwischen den Drehgestellen unterhalb des Wagenbodens. Dort ist auch ein Teil der elektrischen Ausrüstung untergebracht.
Auf dem Dach sind die zwei Halbscheren-Stromabnehmern, die Fahr- und Bremswiderstände und Ventilatoren zur Kühlung der Fahrmotoren angeordnet.

## Namen
Die Nummer 141 trägt den Namen und das Wappen von Gruyères und die Nummer 142 von Semsales.